# Aero-Flight Streak
Pour les articles homonymes, voir Aero Flight.
L'Aero-Flight Streak est un monoplan biplace en tandem américain de sport et d'entrainement construit en 1946.
En 1946 un ancien employé de la firme Curtiss, James K Nagamatsu, fonde à Buffalo, New York, Aero-Flight Aircraft Corporation, pour produire un biplace très moderne: Monoplan à aile basse coiffés de bidons servant de réservoirs, cet appareil à train d'atterrissage tricycle était de construction entièrement métallique, et sa verrière coulissante vers l'arrière lui donnait des allures de chasseur. Mais dans le marché l’Après-Guerre, saturé par les avions provenant des surplus, Aero-Flight ne parvint pas à attirer l’attention. L'entreprise quitta la Côte Est pour s'installer à Long Beach, Californie, en octobre 1947, et ferma ses portes en 1953 après avoir produit deux prototypes avec diverses motorisations:
- AFA-1 Streak-85: Premier prototype [NX92846], construit à Buffalo avec un moteur Continental C85-12J.
- AFA-2 Streak-125: Le [NX92846] remotorisé à Long Beach, Californie, en octobre 1947, avec un Continental C125 de 125 ch.
- AFA-3 Streak-165: Le [NX92846] remotorisé avec un Franklin 6A4 de 165 ch.
- Streak 225: Second prototype [N6300C], dont la motorisation n'est pas connue.